# Martina Balboni
Martina Balboni est une joueuse italienne de volley-ball née le 29 janvier 1991 à Carpi. Elle mesure 1,82 m et joue au poste de passeuse.

## Clubs
| Club                 | Pays   | De        | À         |
| -------------------- | ------ | --------- | --------- |
| Anderlini Sassuolo   | Italie | 2001-2002 | 2005-2006 |
| SDP Anderlini        | Italie | 2006-2007 | 2006-2007 |
| Sassuolo Volley      | Italie | 2007-2008 | 2008-2009 |
| Reggio Emilia        | Italie | 2009-2010 | 2009-2010 |
| Universal Modena     | Italie | 2010-2011 | 2010-2011 |
| Minerva Volley Pavia | Italie | 2011-2012 | 2011-2012 |
| Volley Bergamo       | Italie | 2012-2013 | 2012-2013 |
| US ProVictoria       | Italie | 2013-2014 | …         |